# Carlos Ribera Sanchís
Carlos Ribera Sanchís (Alcira, 19 de enero de 1906 - San Sebastián, 18 de enero de 1976) fue un pintor y un crítico de arte español que participó en el movimiento surrealista de los años 1930.

## Biografía

### Infancia y juventud
Carlos Ribera Sanchís nace en Alcira (provincia de Valencia, España) en 1906.
Muestra desde muy joven grandes dotes artísticos, notablemente dibujando en 1920 la cogida y la muerte del famoso torero Joselito.

### Formación
Estudia la medicina y al mismo tiempo el arte en la Academia de San Fernando de 1923 a 1928.
Frecuenta la residencia universitaria en la que conoce a Salvador Dalí (que es uno de sus condiscípulos), García Lorca, Luis Buñuel y Rafael Alberti entre otros. Termina ambos cursos en 1928.

### Comienzos profesionales y artísticos
En 1930 se instala en San Sebastián.
Al mismo tiempo que ejerce su actividad profesional de Odontología (lo que asegurara su independencia económica toda su vida),
empieza un periodo de gran actividad artística : expone sus cuadros y numerosos dibujos, prueba el Cubismo, el Surrealismo y el Impresionismo.
Frecuenta asiduamente los círculos artísticos e intelectuales, y tiene numerosos contactos con personalidades importantes como Ignacio Zuloaga y Pablo Picasso.
En 1934 participa a la fundación de la sociedad artística Gu, que gracias a sus numerosas actividades anima la vida cultural de la ciudad.

### Carrera artística
En 1942, al renacer la vida artística tras finalizar la guerra civil, empieza a publicar críticas de arte, lo que será una de sus principales actividades artísticas.
Participa en la fundación de la asociación artística de Guipúzcoa, organizando exposiciones, dando conferencias, ejerciendo de experto y orientando a jóvenes artistas.
Al mismo tiempo continúa pintando y dibujando. Expone sus obras en diferentes exposiciones, entre ellas la bienal Hispano-Americana de arte (1951), consiguiendo premios.
Realiza más de doscientas obras pintando sin interrupción hasta el final de su vida.

### Crítico de Arte
C. Ribera deja una amplia producción de críticas de arte, tanto en conferencias que en periódicos (notablemente en La voz de España que se publicaba en San Sebastián).
Sus artículos (cerca de 800), de tono humanístico, tratan principalmente del arte, pero contienen también reflexiones personales y recuerdos.
Son un testimonio del ambiente intelectual y artístico de la España de esa época.

### Vida pública
En 1956, es teniente-alcalde de San Sebastián encargado de cultura.
Organiza y participa a numerosas exposiciones y actividades culturales (como el festival festival internacional del cine),
Esta posición le permite favorecer la emergencia de nuevas corrientes artísticas, como la del escultor Eduardo Chillida.
Ha conocido personalmente buena parte de los pintores y escultores contemporáneos de su país.
Fallece en 1976, pocos días después de haber dado una última conferencia sobre el pintor Jesús Olasagasti que fue uno de sus numerosos amigos.

## Un personaje a múltiples facetas
Carlos Ribera es un personaje a múltiples facetas y es lo que hace su originalidad, puesto que es a la vez
pintor, dibujante, crítico e historiador del arte, organizador de actividades culturales y además médico.
Esta diversidad se encuentra también en su producción artística, que de un punto de vista estilístico se puede dividir en dos épocas principales :
1. Época cubista y surrealista, que va de sus años de estudiante hasta los años 1940;
2. Época naturalista e impresionista, que sigue hasta el fin de su vida.

### Época cubista y surrealista
El surrealismo se manifestó con la exposición Dada de Zúrich en 1916, y se generaliza a partir de los años 1920, en el momento en que Ribera empieza sus estudios.
Aunque la enseñanza recibida en la Academia de San Fernando fuera de un estilo muy clásico, esto no le impide participar plenamente en esta nueva corriente artística.
Su actividad se manifiesta por numerosos dibujos de un estilo muy típico del surrealismo, así como pinturas en las que se puede ver la influencia de Picasso.

### Época naturalista y impresionista
Después de los años 1940 el estilo surrealista pasa de moda.
Ribera se orienta hacia el paisaje vasco que será a partir de entonces su tema principal (además de bodegones y retratos).
Trata esta temática generalmente clásica con su sensibilidad propia, utilizando pinceladas espesas y vigorosas;
llega a un estilo figurativo muy personal cuyo objetivo fundamental es la percepción de la luz en toda su sutileza,
y que necesita un cierto esfuerzo de abstracción para apreciarse plenamente.

### Conclusión
Personalidad atípica, Carlos Ribera ilustra las vicisitudes del mundo artístico en la España del siglo XX, conociendo a la vez el clasicismo y el vanguardismo antes de definir su propio estilo.

### Exposiciones
- Exposición antológica (CAM, San Sebastián 1976)
- Carlos Ribera, su papel en el arte (Kutxa, San Sebastián 2007)
- Un viatge al punt de partida (MUMA, Alcira 2009)

### Museografía
- Artium - Vitoria (España) -
- Museo de Bellas Artes - Bilbao (España)
- Museo San Telmo - San Sebastián (España)
- MUMA / Museu Municipal - Alcira (España)

### Galería

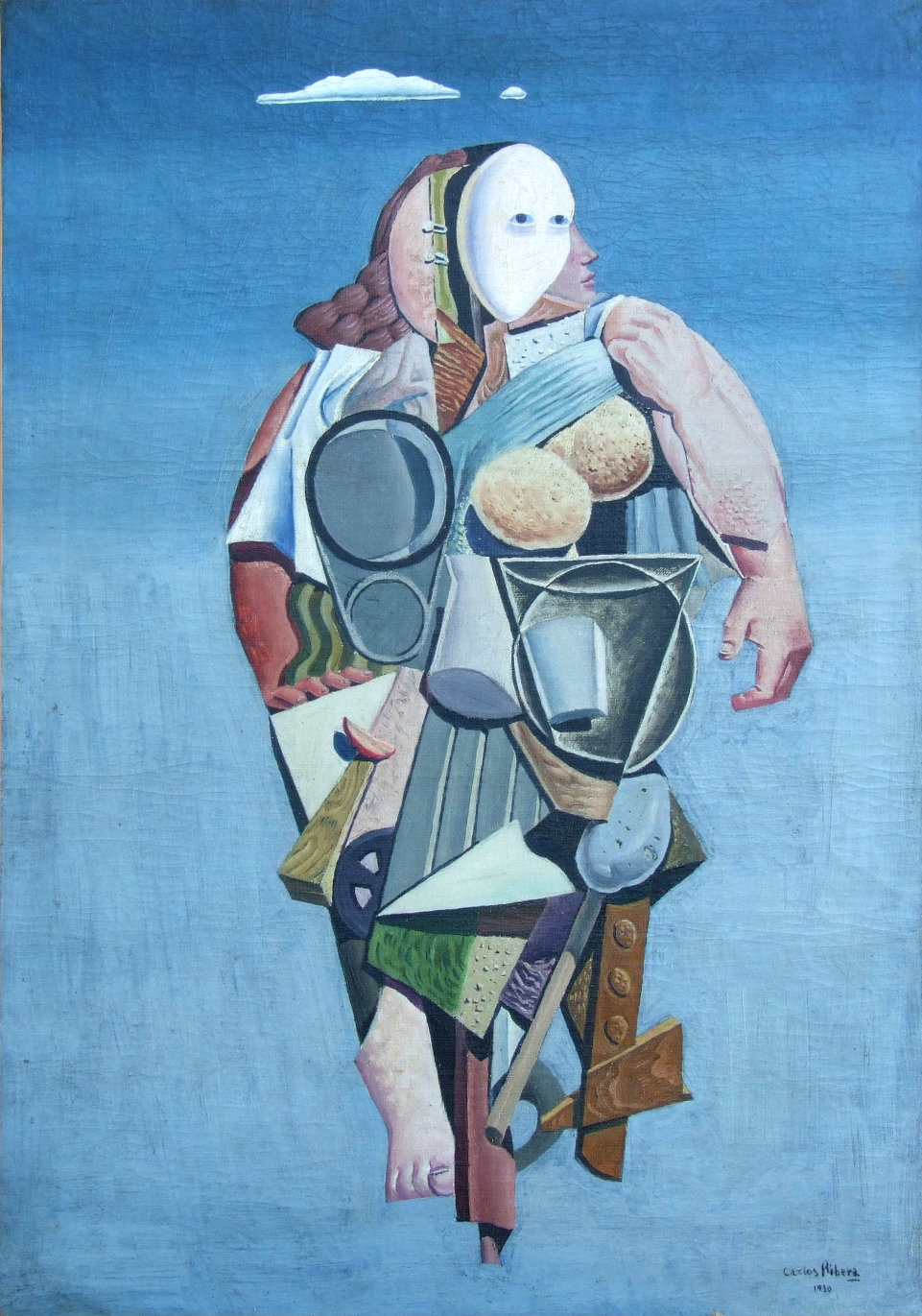
Lechera al sol (1930), pintura (100x70), Museo de Bellas Artes, Bilbao (Espagne)
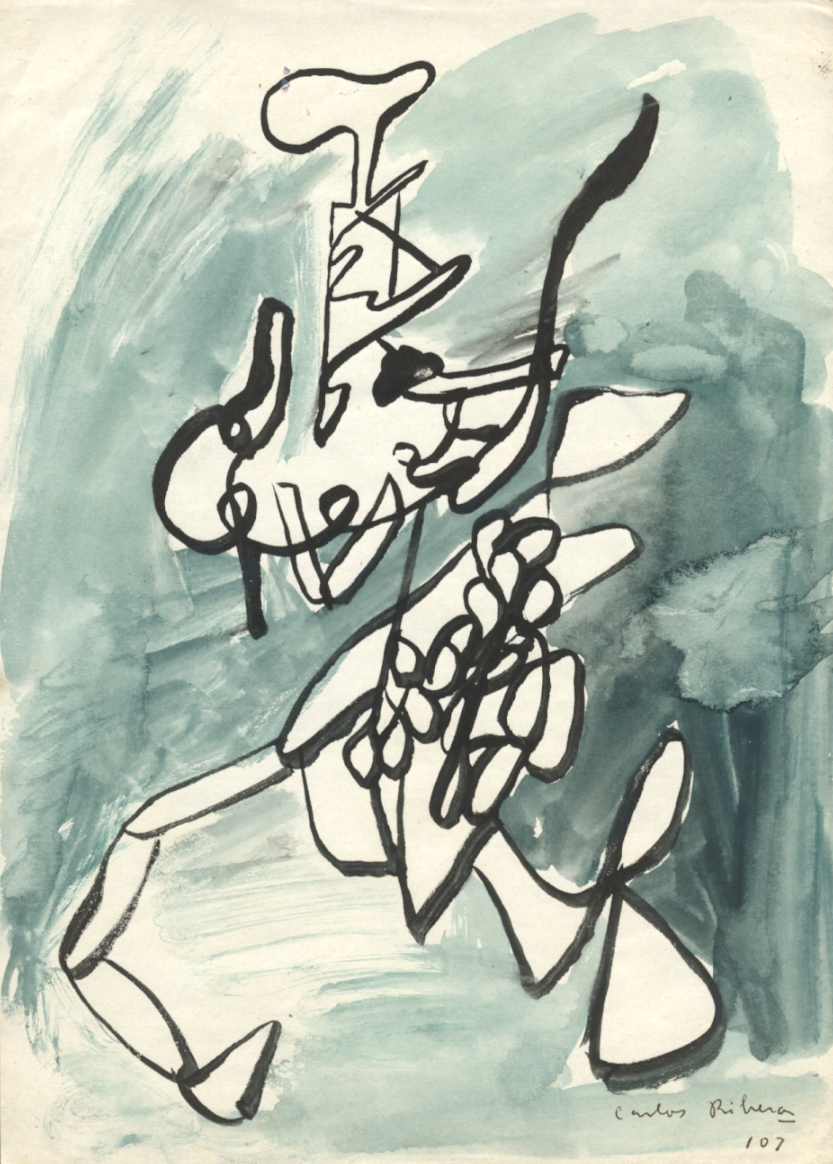
Figura lunar (1932-1933), dibujo, coll. part.
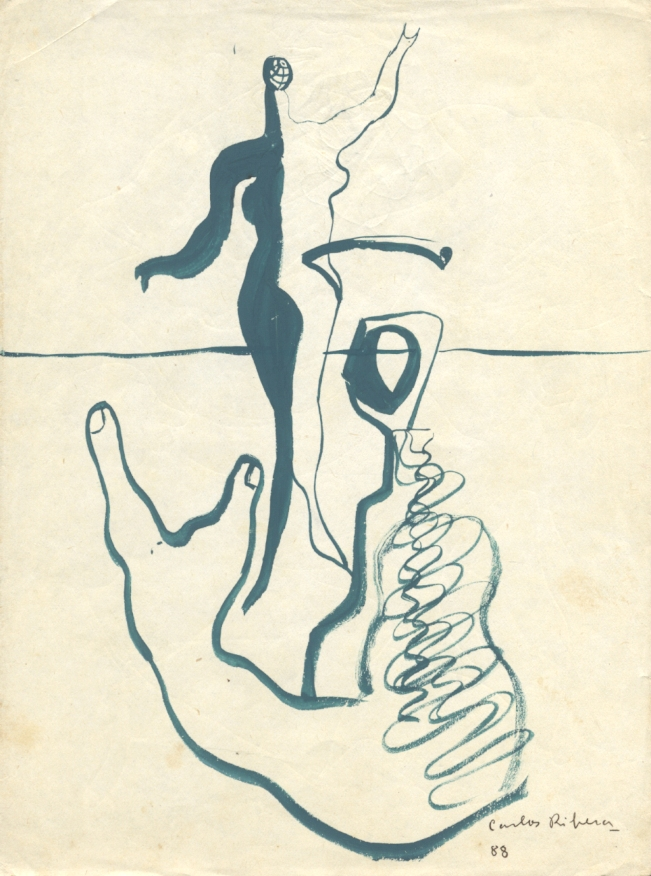
Expresión (1932-1933), dibujo, MUMA, Alcira (Espagne)
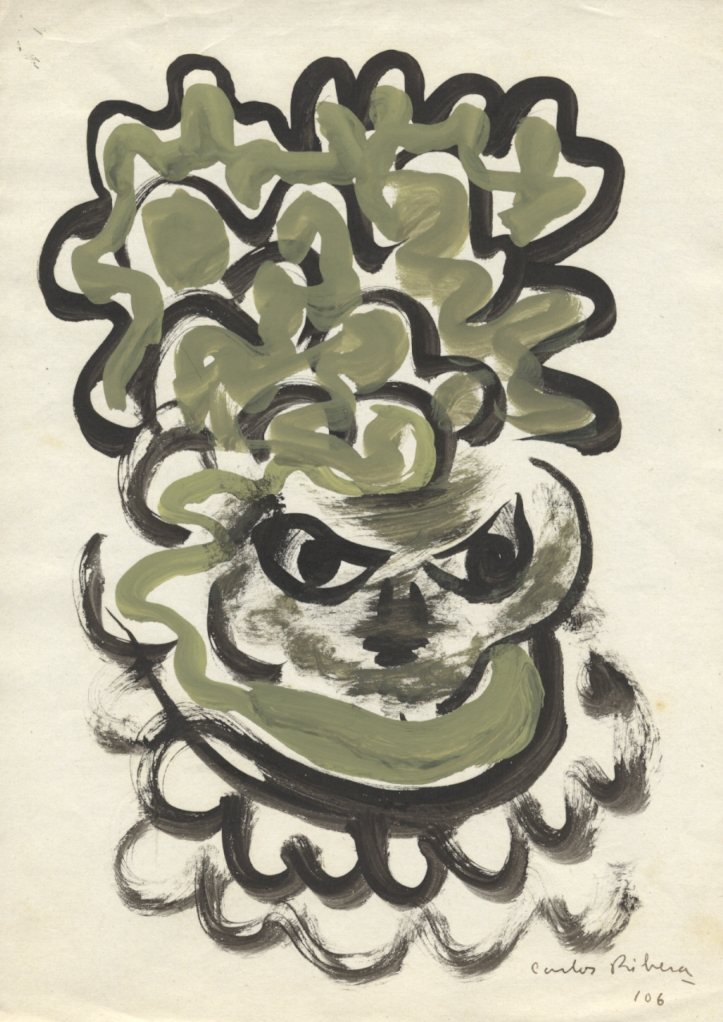
Salvaje (1932-1933), dibujo, coll. part.
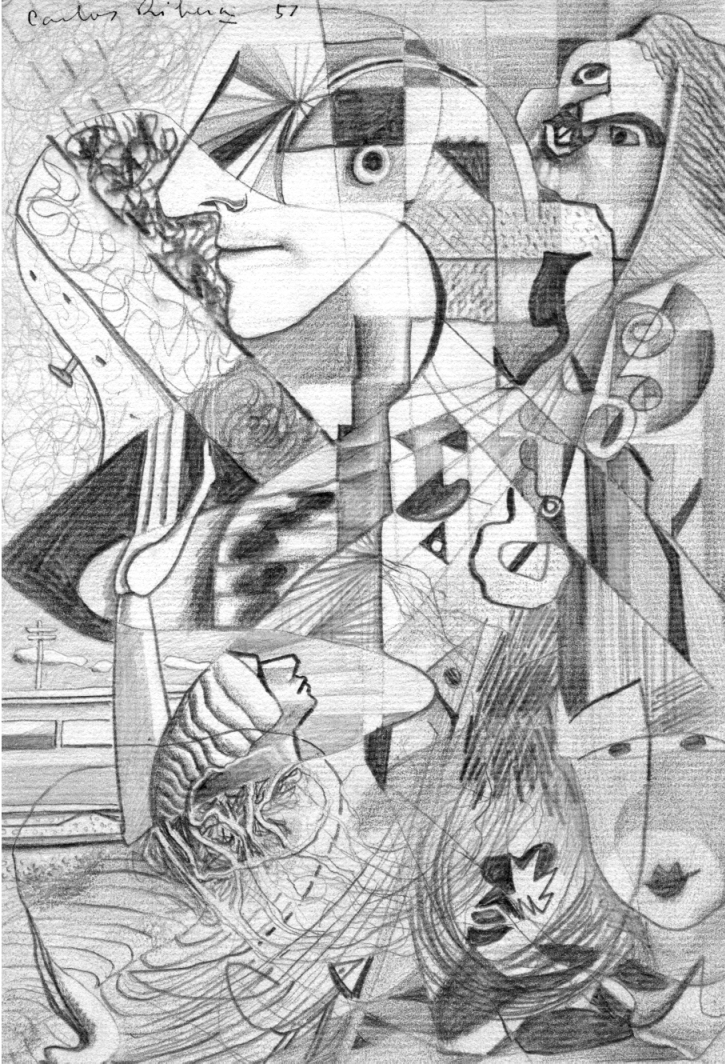
Nuevos caminos (1935), dibujo, coll. part.
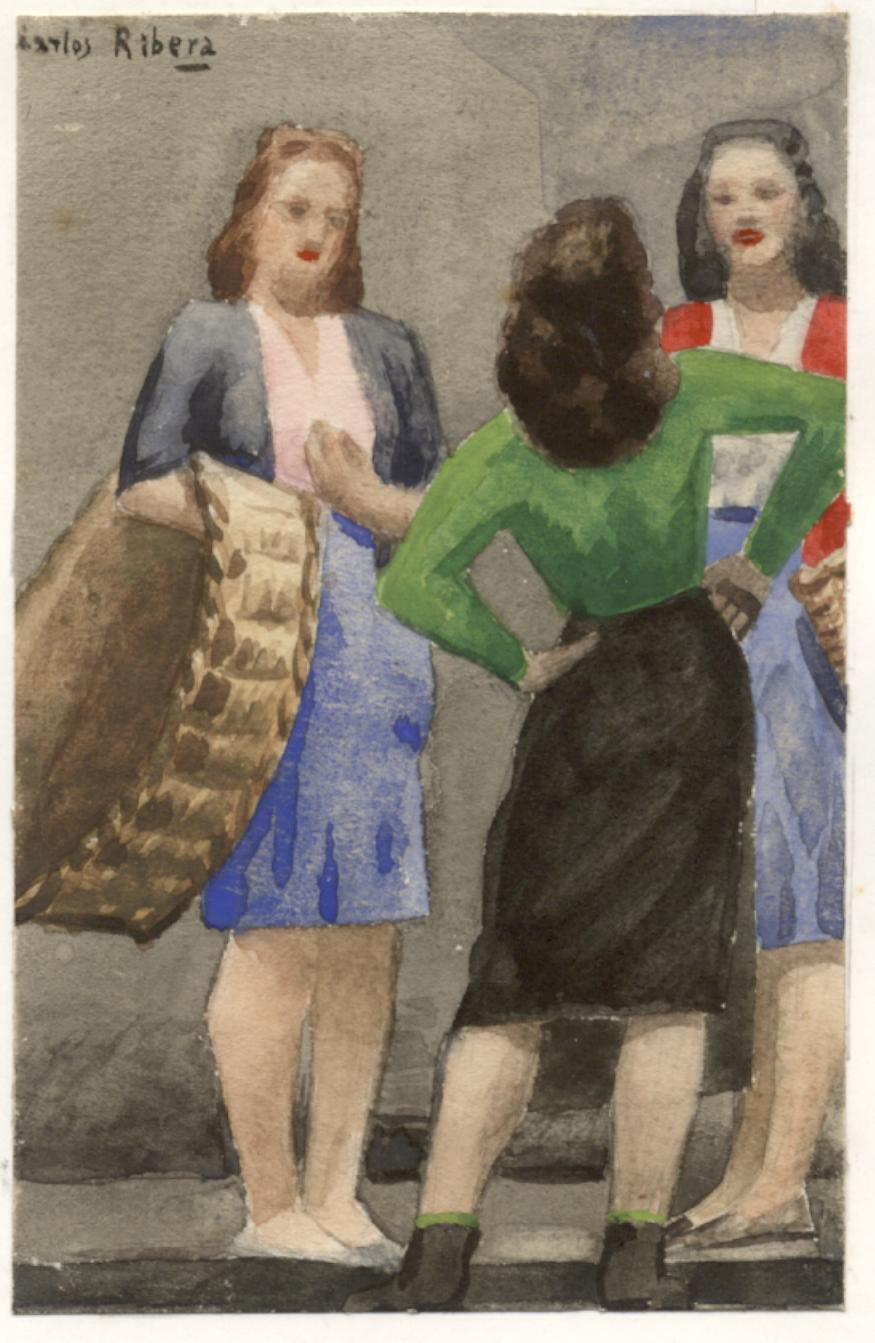
Lecheras (1935), acuarela, coll. part.
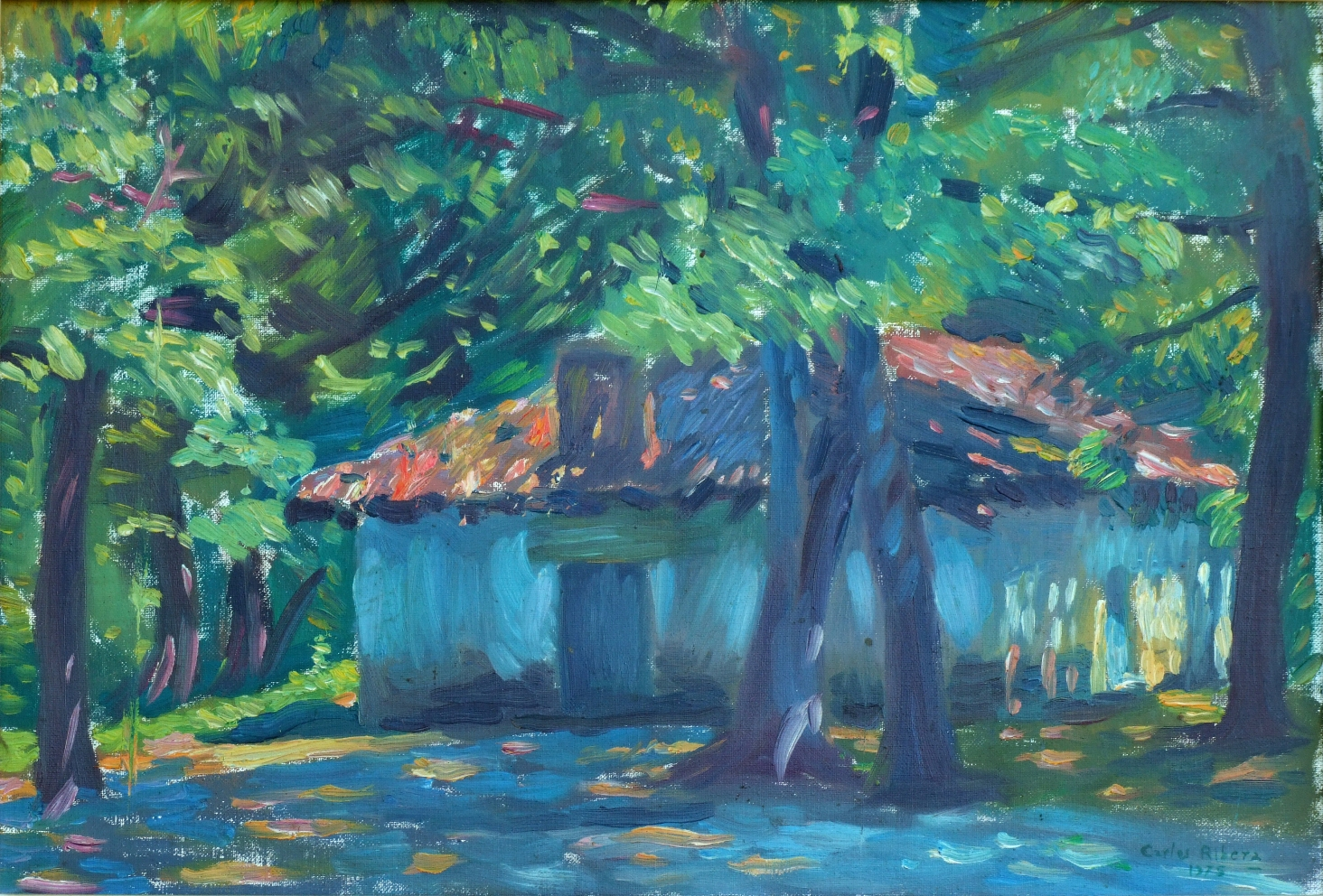
Ermita de San Pedro (1975), pintura, coll. part.
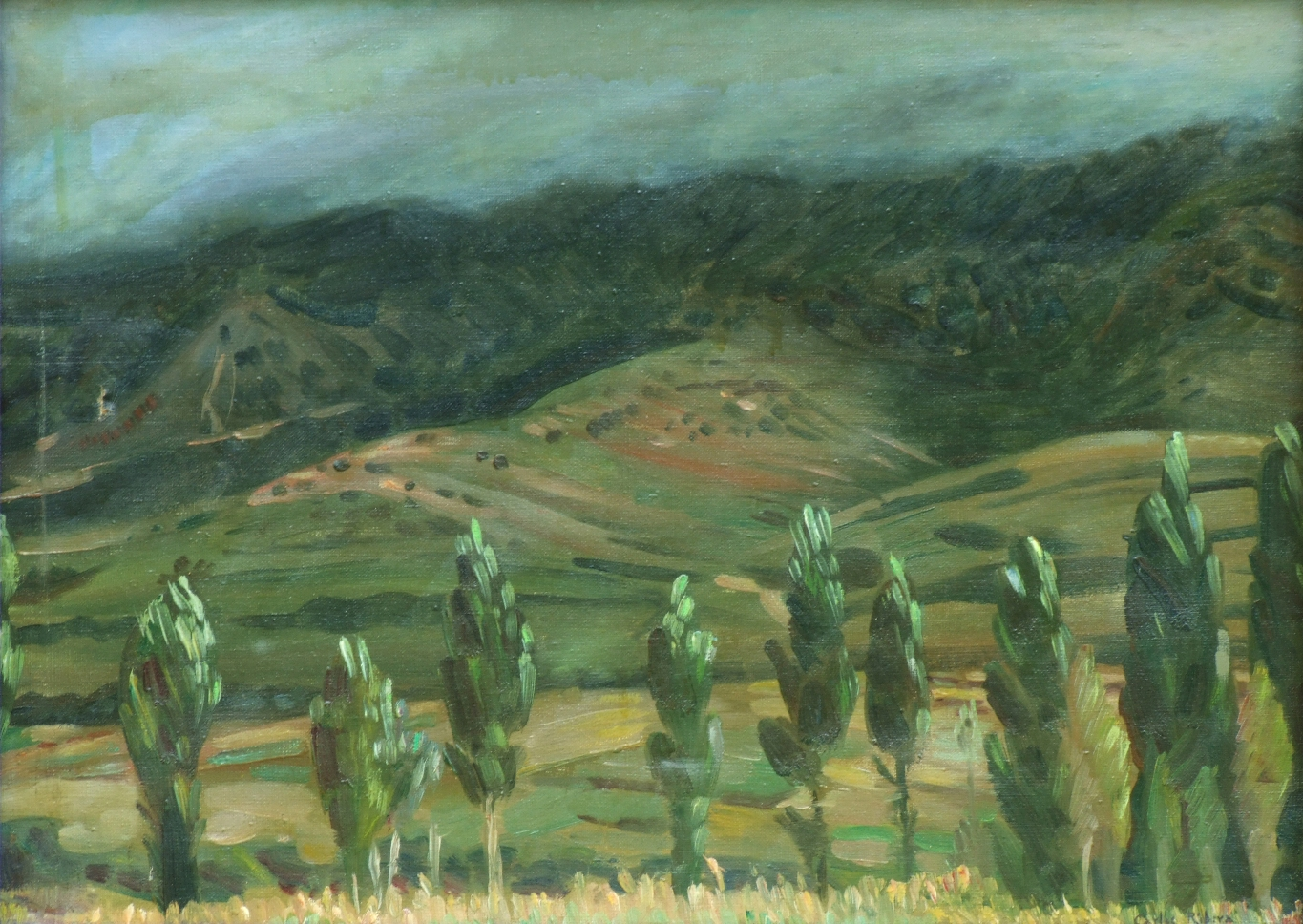
Los chopos (1950), pintura (41x56), coll. part.
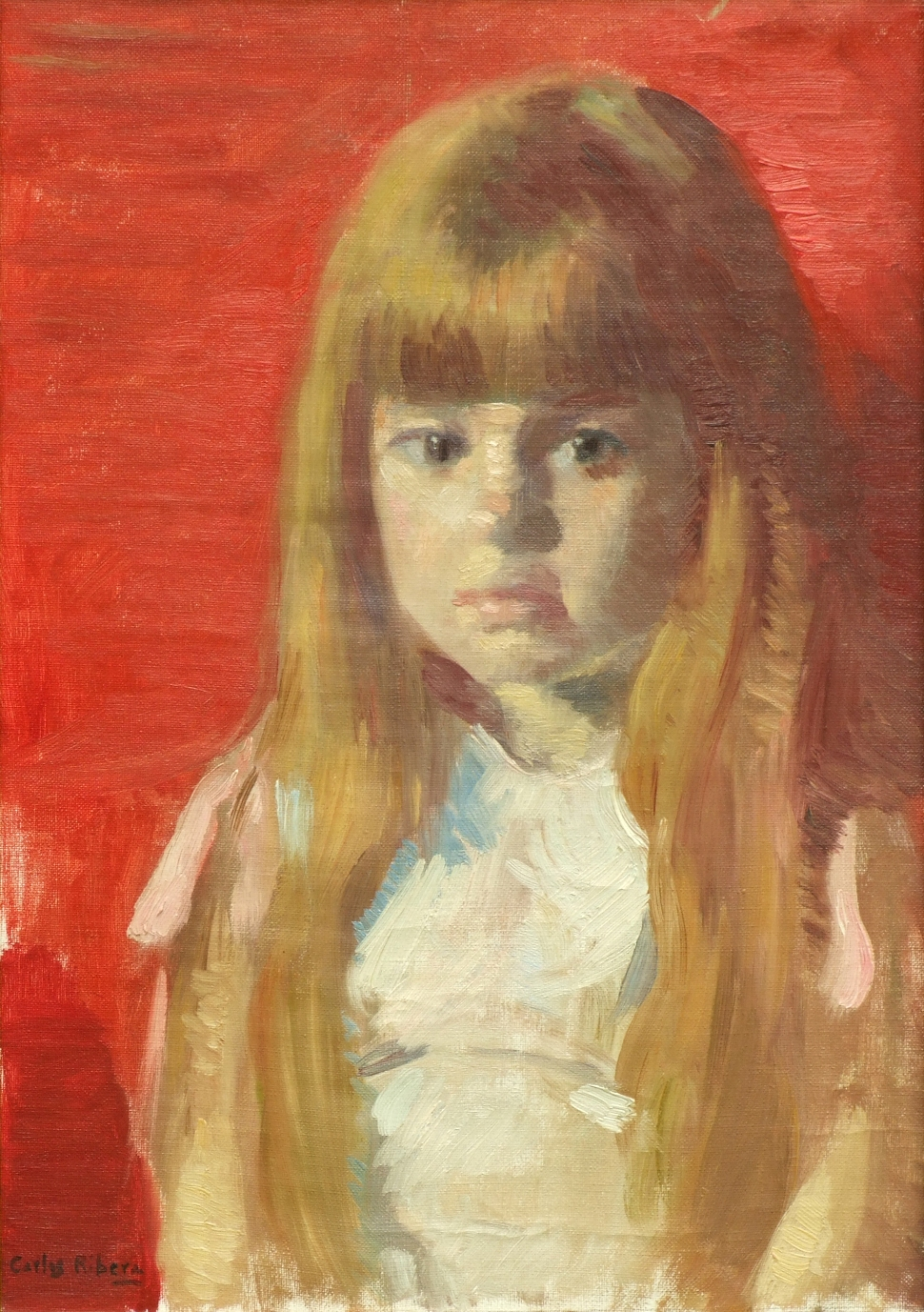
Retrato de Ana.jpg (1965), pintura (41x56), coll. part.

- Datos: Q24284646
- Multimedia: Carlos Ribera Sanchís / Q24284646